# Enchilada

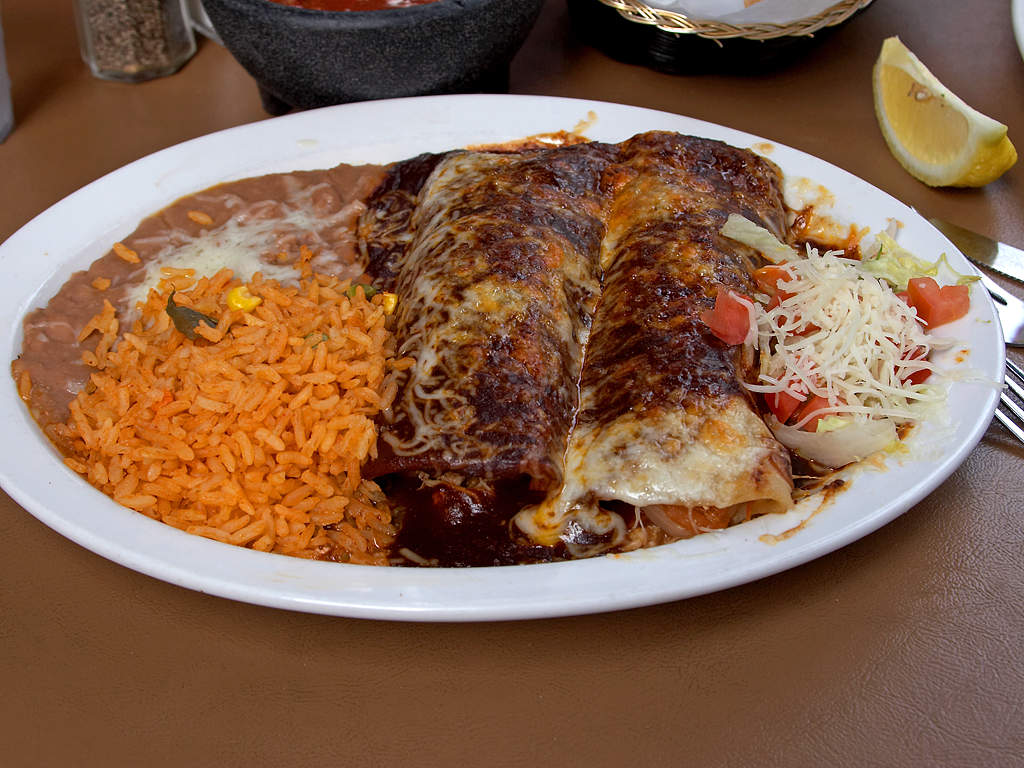
Enchiladas mit Mole-Sauce sowie mit Reis und Bohnen

Enchilada ([ɛntʃiˈlaːda] oder [ɛnçiˈlaːda], spanisch: [entʃiˈlaða]) ist ein traditionelles mexikanisches Gericht, das je nach Region und Belieben in vielen Varianten zubereitet wird. Es handelt sich dabei um gefüllte, weiche Tortillas aus Maismehl, die mit einer Sauce übergossen werden.

## Varianten
Die Füllung besteht meistens aus Fleisch, vorzugsweise Hühnerfleisch, aber auch Rührei, Gemüse oder Chili. Die Soße ist ebenfalls beliebig, etwa Tomatensoße. Die bekanntesten Enchiladas werden mit Mole, einer braunen Sauce aus Chilis und Kakao, zubereitet. Die Grundzutaten sind die Tortillas (Maispfannkuchen) und das Chili. Oft werden noch Sahne, geriebener Käse und Frühlingszwiebeln oder Blattsalat hinzugegeben.
In Mexiko-Stadt kennt man die Enchiladas Suizas („Schweizer Enchiladas“), welche mit Käse überbacken serviert werden.

## Namensherkunft
Der Name Enchilada kommt vom spanischen Verb enchilar und heißt wörtlich „mit Chili-Sauce versehen“.